# Ellen Key
Ellen Karolina Sofia Key (Västervik, 11 de desembre de 1849 – Ödeshög, Östergötland, 25 d'abril de 1926) va ser una pedagoga,  feminista i sufragista sueca que va escriure sobre una gran varietat de temes, especialment sobre vida familiar, sexualitat, amor i matrimoni, ètica, cura dels fills i educació, que han influït decisivament en les generacions següents.
Nascuda a la província sueca de Småland, era filla d'un polític liberal, Emil Key, i de Sophie Posse, dona intel·ligent i vinculada a la noblesa. Educada a casa per  institutrius, va aprendre amb elles l'alemany i el francès, i a casa va rebre una sòlida i estricta educació.
Key mantenia que la maternitat era tan crucial per a la societat que el govern, i no pas els marits, era qui havia d'ajudar les mares i llurs fills. Aquestes idees considerant el paper dels estats en el benestar dels infants van influir en la legislació social de diversos països europeus.
Entre les seues millors obres conegudes cal destacar:
- Barnets århundrade (El segle dels nens), 1909.
- Kärleken och äktenskapet (L'amor i el matrimoni), 1911.[2][3]

## Primers treballs
Ellen Key va començar la seua carrera com a escriptora a mitjans de la dècada dels setanta del segle xix, escrivint assajos literaris. Va esdevenir coneguda per al gran públic mitjançant el pamflet Om yttrande- och tryckfrihet ('Sobre la llibertat d'expressió i d'impremta'), 1889. Des de llavors, el seu nom i els seus llibres van ser tema de conversa. Les seves següents obres es van centrar en els seus punts de vista sobre educació, llibertat personal i el desenvolupament independent de l'individu. Cal destacar-ne: 
- Individualism och socialism. Nagra tankar om de fa och de manga (Individualisme i socialisme), 1896.
- Tankebilder, I-II (Imatges del pensament, volums I i II), 1898.
- Manniskor (Éssers humans), 1899.
- Lifslinjer, I-II (Línies vitals, volums I-II), 1903-1906.
- Själarnas neutralitet (La neutralitat de les ànimes), 1916.

Sobre educació, el seu primer article va ser Om smabarnslärarinnor för hem och skola ("Mestres per a infants a casa i a escola") publicat en Tidskrift för hemmet -1876-. Tanmateix, el seu primer article amb una repercussió més que notable va ser Böckerna mot läseböckerna ("Llibres enfront de llibres de text"), publicat al diari Verdandi -1884-. Més tard, i en el mateix periòdic, va publicar també altres articles com Ett uttalande i samskolefragan ("Declaració sobre la coeducació") -1888- i Själamorden i skolorna ("Assassinat de les ànimes a les escoles") -1891-. Posteriorment publicaria les obres Bildning. Nagra synpunkter (Educació) -1897- i Skönhet för alla (Bellesa per a tothom) el 1899.
El 1906 va escriure Folkbildningsarbetet särskildt med hänsyn till skönhetssinnets odling ('Educació popular amb una especial consideració per al desenvolupament del sentit estètic'). En els seus darrers llibres, Ellen Key analitzà l'estètica com un mitjà per a l'enlairament moral de la humanitat des d'un doble vessant que englobava la bellesa i l'art.

## Vida personal
Ellen Key va créixer en una atmosfera de liberalisme i, per això, les seves idees polítiques eren radicalment liberals, ja que per a ella la llibertat era de capital importància. També era una fervent republicana. A partir dels anys 1880, el seu pensament esdevingué més radical, afectant primer les seues creences religioses i, posteriorment, els seus punts de vista sobre la vida en societat en general. Això va ser el resultat d'extenses lectures. Vers el final del decenni dels vuitanta i, particularment, durant la dècada següent, va començar a llegir literatura socialista i a orientar-se gradualment cap a aquest corrent de pensament.
Key va ser educada en una llar de fortes conviccions cristianes, però, a mesura que s'anava fent gran, va començar a qüestionar l'educació rebuda. A partir de 1879, va començar a estudiar Charles Darwin, Herbert Spencer i T. H. Huxley. A la tardor d'aquest mateix any, va poder conèixer Huxley i Haeckel a Londres. El principi de l'evolució, en el qual Key creia, va tindre una gran influència sobre els seus punts de vista educacionals.